# Vulgar Display of Power
Vulgar Display of Power је шести студијски албум америчког хеви метал састава Пантера, објављен 25. фебруара 1992. године. Издавачка кућа је Eastwest Records. 
Vulgar Display of Power је један од утицајнијих албума '90-их.

## Листа песама
1. „-{Mouth for War“ - 3:56
2. „A New Level“ - 3:57
3. „Walk“ - 5:15
4. „Fucking Hostile“ - 2:49
5. „This Love“ - 6:32
6. „Rise“ - 4:36
7. „No Good (Attack the Radical)“ - 4:50
8. „Live in a Hole“ - 4:59
9. „Regular People (Conceit)“ - 5:27
10. „By Demons Be Driven“ - 4:39
11. „Hollow}-“ - 5:45